# Nguyễn Phúc Thục Thận
Nguyễn Phúc Thục Thận (chữ Hán: 阮福淑慎; 25 tháng 6 năm 1824 – 18 tháng 2 năm 1907), phong hiệu Cảm Đức Công chúa (感德公主), là một công chúa con vua Minh Mạng nhà Nguyễn trong lịch sử Việt Nam.

## Tiểu sử
Công chúa Thục Thận sinh ngày 10 tháng 5 (âm lịch) năm Giáp Thân (1824), là con gái thứ 20 của vua Minh Mạng, mẹ là Cung nhân Trần Thị Nghiêm. Công chúa là con út của bà Cung nhân, là em cùng mẹ với Phù Mỹ Quận công Miên Phú, Định Mỹ Công chúa Đoan Thuận, Hà Thanh Quận công Miên Tống và hoàng nữ thứ 19 chết yểu.
Không rõ năm mà bà Thục Thận được sách phong làm Cảm Đức Công chúa (感德公主), nhưng có thể là vào năm Tự Đức thứ 22 (1869), do phần nhiều các Thái trưởng công chúa (cô của vua) và Trưởng công chúa (chị em của vua) đều được sách phong vào năm này.
Công chúa Thục Thận lấy chồng là Phò mã Đô úy Lê Thế Ngô (cũng không rõ năm hạ giá, có lẽ là năm 1850), con trai của Tổng trấn thành Gia Định là Lê Thế Phát, một trong những người kế nhiệm Lê Văn Duyệt giữ chức này.
Công chúa Thục Thận mất vào ngày 6 tháng giêng (âm lịch) năm Đinh Mùi (1907) dưới triều vua Thành Thái, thọ 84 tuổi, không rõ tên thụy. Tẩm mộ của bà được táng tại làng Phú Lương (nay thuộc địa phận của huyện Quảng Điền, Thừa Thiên - Huế).